# Pereles a Kolínský, továrna anilínových barev
Pereles a Kolínský, továrna anilínových barev (Pražská továrna barev Kolínský a spol.) byl průmyslový areál v Praze 10-Strašnicích mezi ulicemi V Korytech, Průběžná a Nupacká. V roce 2022 byl podán návrh na prohlášení kulturní památkou, který byl zamítnut.

## Historie
Továrnu na anilínové barvy si dala firma Pereles a Kolínský ve Strašnicích postavit roku 1908 stavitelem Josefem A. Smolíkem. Přízemní budova se secesními fasádami a štíty se skládala z vařírny, dílny, výpravny, kanceláře a bytu správce. Když se v roce 1914 Rudolf Kolínský osamostatnil, založil firmu Pražská továrna barev Kolínský a spol. a pro tuto novou firmu si dal naproti dosavadnímu objektu ve dvoře postavit novou poschoďovou továrnu s komínem podle návrhu Františka Sedláčka. Areál se rozšířil ve 20. letech 20. století po změně výrobního programu na výrobu pekařských pecí a strojů. Poté byly ve 30. letech 20. století budovy pronajímány různými firmami, například Továrnou na armatury Petráň a spol, či Výrobou svářecích elektrod B. Justitz.
Po roce 1948 byla firma znárodněna a změněna na První pražskou továrnu pekařských strojů. Po roce 1989 zde sídlila tržnice a v jednom z objektů autoopravna. V roce 2025 byl areál zbořen.